# عمار حسن (مغني)
عمار حسن (13 نوفمبر 1976 -) مغني فلسطيني

## نشأته
ولد في دولة الكويت، بعد انتقال والده عام 1963 للعمل مديرا للمبيعات في إحدى الشركات التجارية ترعرع هناك حتى بلغ الرابعة عشرة من عمره، وحين وقعت حرب الخليج الثانية عام 1991، عادت عائلته إلى مدينة سلفيت في فلسطين، ولديه خمسة أشقاء وهم: علاء، أحمد، حليمة، غدير، بلقيس.

### حياته الأسرية
تزوج في يوليو 2008 من الفلسطينية أماني جمهور، ورزق منها بابنتين ليليان وفيفيان

## مشواره المهني
خلال دراسته للمرحلة الثانوية برزت لديه موهبة فنية، فبدأ يحيى حفلات محلية في المدينة، ثم بدأ بالتفكير باحتراف الغناء.
التحق بجامعة «النجاح» حيث درست في كلية الفنون الجميلة - قسم الموسيقى وتخرجت فيها العام 2001. انتقل إلى دبي ومارس مهنة تدريس الموسيقى والتخصص على الآلات، كآلة العود، بالإضافة إلى عزف الموسيقى (الهارموني والصولفيج) كما مارس الغناء في الفنادق الكبيرة في دبي مثل فندق «دبي مارين» إلى أن أتت فرصة برنامج «سوبر ستار » في العام 2004 ، وانطلق من خلال هذا البرنامج إلى الجمهور العربي، ووصل للمرحلة النهائية بعد حلوله في المركز الثاني وفوز أيمن الأعتر
بعد انتهاء البرنامج تعاقدت مع شركة «روتانا» من خلال ألبومه الأول وضم ضم ثمانية أغنيات باللهجة اللبنانية واللهجة الخليجية والفلكلور الفلسطيني، ومن ثم انفصل عن شركة «روتانا» وانتقلت إلى شركة «ميوزيك بوس» لصاحبها المخرج والمنتج الرائع أحمد العريان، وكانت أول مشاركة له في أوبريت الضمير العربي 
أطلق أوبريت غنائي عن غزة قبل عدوان تموز/يوليو 2014 شارك فيه عدد كبير من الفنانين الفلسطينيين الذين تخرجوا من برامج الهواة 
في عام 2018 أطلق أغنية بعنوان«ضيفة شرف» من كلمات مازن ضاهر ومن ألحان فضل سليمان وتوزيع موسيقي عمر الصباغ، وتم تصوير الأغنية تحت إدارة المخرج أحمد المنجد.

### مشاركته كعضو لجنة تحكيم
عام 2014 ضمن لجنة التحكيم في برنامج Best Talent لاكتشاف المواهب الفلسطيني وترأس اللجنة بالإضافة إلى الفنانة المطربة دلال أبو آمنة ومؤسّس المسرح الفلسطيني الفنان أحمد أبو سلعوم، ومدرّبة الرقص دنيس خميس

## الأعمال

### الألبومات
| الألبوم     | المنتج     | العام |
| ----------- | ---------- | ----- |
| حلم كبير    | روتانا     | 2005  |
| سطور من ورق | ميوزيك بوس | 2011  |

### فيديو كليبات
| الأغنية          | المنتج                     | المخرج         | العام |
| ---------------- | -------------------------- | -------------- | ----- |
| حلم كبير         | روتانا                     | هادي أبي وردة  | 2005  |
| لآخر يوم في عمري | ميوزيك بوس                 | عثمان أبو لبن  | 2009  |
| مستغرب ليه       | ميوزيك بوس                 | ياسر النجار    | 2009  |
| جانن ولهان       | ميوزيك بوس                 | أحمد العريان   | 2011  |
| للقدس نمضي       | ميوزيك بوس                 | جبر فواز       | 2012  |
| راجع             | تلفزيون فلسطين             | عرابي السوالمة | 2013  |
| شهيد الحب        | ميوزيك بوس                 | فادي حداد      | 2014  |
| أوبريت غزة       | ميوزيك بوس                 | جبر خضر        | 2014  |
| دربي طويلة       | ميوزيك بوس                 | نبيل أحمد      | 2015  |
| ديرة هلي         | تلفزيون فلسطين             | أحمد أبو عليا  | 2016  |
| فلسطيني          | تلفزيون فلسطين             | محمد فرج       | 2015  |
| ملاك الأرض       | ون جيت                     | محمد فرج       | 2016  |
| أم الصبر يا غزة  | بوابة اللاجئين الفلسطينيين | أحمد أبو سالم  | 2018  |
| صرخة بلد         | تلفزيون فلسطين             | معن سمارة      | 2018  |
| ضيفة شرف         | إنتاج خاص                  | أحمد المنجد    | 2018  |

### أغاني منفردة
- (2011): مريم
- (2011): بحبك يا أمي[11]
- (2011): جانن ولهان
- (2014): دوس عالبنزيني
- (2016): من رضي بقلبه عاش
- (2016): عايش على مهلي
- (2016): انتظرها
- (2016): يا ديرة هلي
- (2016): يا ابن ادم (دينية)
- (2016): الكرامة للجميع
- (2016): يافا
- (2016): الأردن وفلسطين
- (2016): أنت اسمك لا
- (2016): هيلا هيلا
- (2016): الأمير والملكة
- (2016): حداي حداي
- (2016): يا ريتك معانا
- (2016): لولا المحبة
- (2018): صرخة بلد[12]
- (2018): ضيفة شرف

### أغانيه في برنامج سوبر ستار
| الأغنية             | المطرب الأصلي    |
| ------------------- | ---------------- |
| ابني                |                  |
| ما بيسألش عليا      |                  |
| الله معك            |                  |
| على بابي واقف قمرين | ملحم بركات       |
| خطرنا على بالك      |                  |
| بعيد عنك            | أم كلثوم         |
| عاللي جرى           | عليا التونسية    |
| ليلة                | عبد الرب إدريس   |
| جيت بوقتك           | ملحم بركات       |
| بحبك وبغار          | عاصي الحلاني     |
| دوّبني الهوى         |                  |
| دارت الأيام         |                  |
| يا مارق عالطواحين   |                  |
| زهرة المدائن        |                  |
| الطربوش             |                  |
| عز الحبايب          | صابر الرباعي     |
| طلوا حبابنا         |                  |
| اللي نساك           | عبد الله الرويشد |
| ياللي تعبنا         |                  |
| أي دمعة حزن         |                  |
| جفنه                |                  |
| هوى يا هوى          | فضل شاكر         |

## جوائز
- قطر:2010 أفضل مطرب عربي فلسطيني ضمن مهرجان الرواد والمبدعين العرب والذي ترعاه جامعة الدول العربية وأمير دولة قطر
- لبنان:2011 درع تكريمي من مكتب النشاطات في الجامعة اللبنانية الدولية فرع صيدا بالتعاون مع النادي الثقافي الفلسطيني في الجامعة، بيوم الفن الفلسطيني [13]
- لبنان:2018 درع تكريمي من إدارة مطعم آدم – الدامور [14]